# Мадис Коив
Мадис Коив (на естонски: Madis Kõiv) е естонски физик, писател и философ.

## Биография
Роден е на 5 декември 1929 г. в Тарту. Завършва гимназия в родния си град през 1948 г. и до 1953 г. учи физика във Факултета по математика и природни науки на Тартуския държавен университет.
Работил е в Талинския политехнически институт като преподавател, в Института по физика и астрономия на Академията на науките и като старши изследовател в Института по физика към Академията на науките. Пише статии по ядрена физика и квантова теория на полето. От 1991 г. е един от инициаторите и ръководителите на Семинара по аналитична философия, провеждан в Тарту.
През 1999 г. става доктор хонорис кауза на Естонската академия за музика и театър и на Тартуския университет.
Мадис Коив умира на 24 септември 2014 г. в Талин.

## Изследователска дейност
През 1960 г. Коив защитава дисертация „Систематика на мезони и бариони и тяхното използване“ (Mesonite ja barüonite süstemaatika ja selle kasutus) в Тартуския държавен университет. От 1960 г. учи теоретична физика и логика там.
Заедно със своите сътрудници той установява нов принцип на симетрия на теорията на полето. Създава направление за изучаване и изследване на аналитичната философия в Тартуския университет.
Има над 50 научни публикации.